# 馬利尤斯·科皮爾
馬利尤斯·科皮爾（Marius Copil，1990年10月17日—）出生於阿拉德，是一位羅馬尼亞男子職業網球運動員，他於2008年成為職業球員。曾代表國家參加台維斯盃。

## 外部連結
- 馬利尤斯·科皮爾（英文/西班牙文）的官方資料
- 馬利尤斯·科皮爾的國際網球總會 職業／青少年 官方資料（英文）
- 馬利尤斯·科皮爾的官方資料（英文）